# Kałtuk
Kałtuk (ros. Калтук) – wieś (sieło) w Rosji, w obwodzie irkuckim, w rejonie brackim. W 2010 liczyła 1789 mieszkańców.